# رشما و شرا
رشما و شرا (انگلیسی: Reshma Aur Shera) یک فیلم به کارگردانی سونیل دات محصول سال ۱۹۷۱ است. از بازیگران آن می‌توان به سونیل دات، وحیده رحمان، راکهی گولزار، وینود کانا و آمیتاب باچان اشاره کرد.